# Dimizonops insularis
Genre
Espèce
Dimizonops insularis, unique représentant du genre Dimizonops, est une espèce d'araignées aranéomorphes de la famille des Thomisidae.

## Distribution
Cette espèce est endémique de Socotra au Yémen.

## Description
La femelle holotype mesure 7,0 mm.

## Étymologie
Son nom d'espèce lui a été donné en référence au lieu de sa découverte, une île.

## Publication originale
- Pocock, 1903 : Arachnida. The Natural History of Sokotra and Abd-el-Kuri, Special Bulletin of the Liverpool Museum, p. 175-208 (texte intégral).